# Ati George Sokomanu

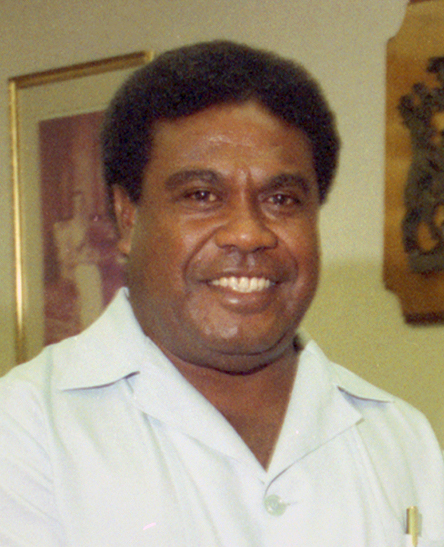
Ati George Sokomanu (2009)

Ati George Sokomanu (ursprünglich George Kalkoa) (* 13. Januar 1937 in Mele auf Efate, Vanuatu) ist ein Politiker und ehemaliger Präsident von Vanuatu.
Nach dem Erhalt der Unabhängigkeit des bisherigen britisch-französischen Kondominiums war Sokomanu vom 30. Juli 1980 bis zum 17. Februar 1984 der erste Präsident von Vanuatu. Nach einer kurzen Übergangspräsidentschaft von Frederick Karlomuana Timakata war er erneut vom 8. März 1984 bis zum 12. Januar 1989 Präsident. Ende der 1980er Jahre versuchte er erfolglos das Parlament aufzulösen, um den damaligen Premierminister Walter Hadye Lini abzusetzen.
Vom 6. Januar 1993 bis zum 7. Januar 1996 war er Generalsekretär der South Pacific Commission, aus der später (1998) das Sekretariat der Pazifischen Gemeinschaft hervorging.
2001 war Teilnehmer der Nationalversammlung der Presbyterianischen Kirche von Vanuatu und setzte sich als solcher für die Gründung von Friedensinitiativen im Pazifikraum ein. Zur Förderung dieser Aktivitäten war er 2003 auch Teilnehmer der ersten Konferenz dieser Friedensinitiativen in Sydney.